# Machen, Golog
Machen, också känt som Maqên, är ett härad och huvudort i den autonoma prefekturen Golog i Qinghai-provinsen i västra Kina.